# David Graham (Golfspieler)
Anthony David Graham (* 23. Mai 1946 in Melbourne, Australien) ist ein australischer Profigolfer. Er wurde schon als Teenager Profi und gewann zahlreiche Turniere in Australien, bis er 1972 auf die PGA Tour wechselte, wo er einmal die US-Open und einmal die PGA-Championship gewann. Auch als Senior gewann Graham fünf Turniere auf der Champions Tour und wurde im Jahr 2015 in die World Golf Hall of Fame aufgenommen.

## Karriere
Auf dem Weg zur Schule fuhr Graham immer an einer Neun-Lochgolfanlage vorbei. Aus Neugier betrat er irgendwann die Anlage und landete im Golfshop, wo der Golflehrer ihm einen Wochenendjob im Laden anbot. Er begann hierauf als Lefty Golf mit spiegelverkehrten Schlägern zu spielen. Mit 13 Jahren verließ er die Schule, um Vollzeit im Laden zu arbeiten. Dies erfolgte gegen den starken Willen seines Vaters, der danach nie mehr mit ihm sprach. Sein Mentor George Naismith überzeugte Graham hierauf, die Schlagrichtung zu wechseln und mit üblichen Schlägern zu spielen und bot ihm mit 14 Jahren eine Stelle als zweiter Assistent an. Da Graham zu diesem Zeitpunkt bereits vier Jahre Golf spielte, waren 18 Monate Zeit notwendig, um diese Änderung umzusetzen. Mit 16 Jahren wurde Graham Golfprofi. Kurz darauf ging Naismith in den Ruhestand und Graham zog nach Tasmanien, wo er als Golflehrer arbeitete. Im Jahr 1967 zog er nach Sydney und arbeitete nebenher in einem Sportartikelgeschäft, um im Royal Sydney Golf Club unter Anleitung von Alec Mercer seinen Feinschliff als Golfprofi zu erhalten. Er zog im Jahr 1969 in die USA, um sein Glück auf der PGA Tour zu versuchen und spielte ab da Vollzeit Golf. Im Jahr 1979 gelang ihm der Durchbruch beim PGA Championship, das er gewann. Im Jahr 1980 wurde er Fünfter beim Masters in Augusta. Im Jahr 1981 folgte der Sieg bei der US-Open. Im Jahr 1985 wurde er Dritter bei der British Open.